# بطولة الأمم الخمس 1997
بطولة الأمم الخمسة 1997 (بالإنجليزية: 1997 Five Nations Championship)‏ هو الموسم 103 من  بطولة الأمم الستة، وهو الموسم 103 من  بطولة الأمم الستة. كان عدد الأندية المشاركة فيه  5، وفاز فيه منتخب فرنسا الوطني لاتحاد الرغبي.